# Olaszliszka-Tolcsva vasútállomás
Olaszliszka-Tolcsva vasútállomás egy Borsod-Abaúj-Zemplén vármegyei vasútállomás, a nevével ellentétben valójában Vámosújfalu településen, a MÁV üzemeltetésében. A község belterületének északnyugati szélén helyezkedik el, nem messze a 3801-es úttól, közvetlen közúti elérését az ahhoz csatlakozó, rövid 38 303-as számú mellékút biztosítja. Térségét érinti még (az északkeleti végénél) a 3716-os út is, az állomási teherforgalom közúti kiszolgálására létesült út abból ágazik ki.
Nevét a felépítését kiemelten finanszírozó két szomszédos település, Olaszliszka és Tolcsva után kapta.

## Vasútvonalak
Az állomást az alábbi vasútvonalak érintik:
- Budapest–Sátoraljaújhely-vasútvonal

## Kapcsolódó állomások
A vasútállomáshoz az alábbi állomások vannak a legközelebb:
- Erdőbénye megállóhely (Budapest–Sátoraljaújhely-vasútvonal)
- Bodrogolaszi megállóhely (Budapest–Sátoraljaújhely-vasútvonal)

## Forgalom
| Járat             | Útvonal | Gyakoriság |
| ----------------- | --- | ---------- |
| személyvonat      | Füzesabony – Szihalom – Mezőkövesd – Mezőkövesd felső – Mezőkeresztes-Mezőnyárád – Csincse – Emőd – Nyékládháza – Miskolc-Tiszai – Felsőzsolca – Hernádnémeti-Bőcs – Tiszalúc – Taktaharkány – Taktaszada – Szerencs – Mezőzombor – Bodrogkeresztúr – Szegi – Erdőbénye – Olaszliszka-Tolcsva – Bodrogolaszi – Sárospatak – Sátoraljaújhely | 2 óránként |
| személyvonat      | Miskolc-Tiszai – Felsőzsolca – Hernádnémeti-Bőcs – Tiszalúc – Taktaharkány – Taktaszada – Szerencs – Mezőzombor – Bodrogkeresztúr – Szegi – Erdőbénye – Olaszliszka-Tolcsva – Bodrogolaszi – Sárospatak – Sátoraljaújhely | Napi 2 pár |
| személyvonat      | Szerencs – Mezőzombor – Bodrogkeresztúr – Szegi – Erdőbénye – Olaszliszka-Tolcsva – Bodrogolaszi – Sárospatak – Sátoraljaújhely | 2 óránként |
| Füzér InterCity   | Budapest-Keleti – Füzesabony – Miskolc-Tiszai – Szerencs – Olaszliszka-Tolcsva – Sárospatak – Sátoraljaújhely | Napi 1 pár |
| Zemplén InterCity | Budapest-Keleti – Hatvan – Mezőkövesd – Miskolc-Tiszai – Szerencs – Bodrogkeresztúr – Erdőbénye – Olaszliszka-Tolcsva – Bodrogolaszi – Sárospatak – Sátoraljaújhely | 2 óránként |